# 富尔克 (伊夫林省)
富尔克（法語：Fourqueux，法語發音：[fuʁkø] ⓘ）是法国伊夫林省的一个旧市镇，属于圣日耳曼昂莱区。2019年，富尔克并入圣日耳曼昂莱。

## 地理
富尔克（48°53'13"N, 2°3'55"E）面积3.67 平方千米，位于法国法蘭西島大區伊夫林省，该省份为法国北部内陆省份，北起瓦兹河谷省，西接厄尔省，西南接厄尔-卢瓦省，东南接埃松省，东临上塞纳省。
与富尔克接壤的市镇（或旧市镇、城区）包括：尚布尔西、莱唐城、马雷伊马尔利、圣日耳曼昂莱、圣农拉布勒泰什。

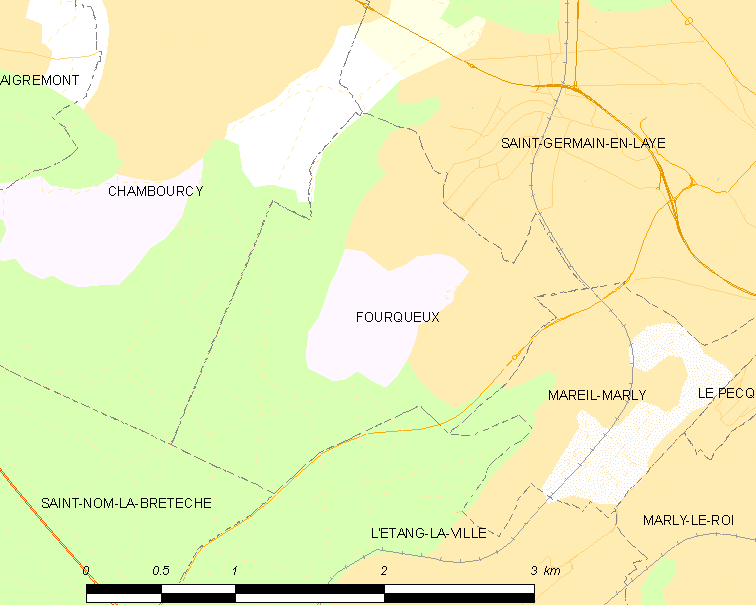
的OSM定位图

富尔克的时区为UTC+01:00、UTC+02:00（夏令时）。

## 行政
富尔克的邮政编码为78112，INSEE市镇编码为78251。

## 政治
富尔克所属的省级选区为圣日耳曼昂莱县。

## 人口

1962-2008年间人口变化图示

富尔克于2018年1月1日时的人口数量为3944人。